# Solenopotes hologastrus
Solenopotes hologastrus är en insektsart som först beskrevs av Werneck 1937.  Solenopotes hologastrus ingår i släktet Solenopotes och familjen nötlöss. Inga underarter finns listade i Catalogue of Life.